# Erich Zepler

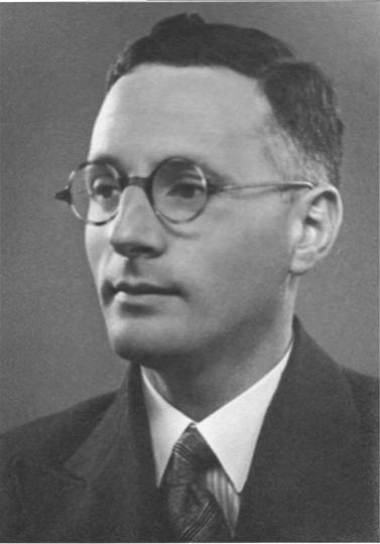
Erich Zepler (um 1923)

Erich Ernst Zepler, später Eric Ernest Zepler (* 27. Januar 1898 in Herford; † 13. Mai 1980 in Southampton) war ein deutsch-englischer Physiker und Schachkomponist.
|   | a | b | c | d | e | f | g | h |   |
| 8 |   |   |   |   |   |   |   |   | 8 |
| 7 |   |   |   |   |   |   |   |   | 7 |
| 6 |   |   |   |   |   |   |   |   | 6 |
| 5 |   |   |   |   |   |   |   |   | 5 |
| 4 |   |   |   |   |   |   |   |   | 4 |
| 3 |   |   |   |   |   |   |   |   | 3 |
| 2 |   |   |   |   |   |   |   |   | 2 |
| 1 |   |   |   |   |   |   |   |   | 1 |
|   | a | b | c | d | e | f | g | h |   |

## Leben
Erich Zepler war ein Sohn des Arztes Martin Zepler, der 1939 in Berlin starb, und der Flora Guttfreund, die  1943 im Ghetto Theresienstadt Opfer des Holocaust wurde. Seinem Bruder Hans Zepler gelang die Flucht aus dem nationalsozialistischen Deutschland, er wurde Arzt in den USA.
Zepler studierte Physik in Berlin und Bonn und promovierte in Würzburg. 1917/18 war er Soldat im Ersten Weltkrieg. Er setzte seine Forschungen in Würzburg fort und ging 1925 zur Firma Telefunken nach Berlin. Er heiratete 1926 Eleonore Fischer, sie hatten zwei Kinder. Zepler wurde Leiter des Instituts für Radioempfänger, war aber als Jude wegen der antisemitischen Diskriminierung gezwungen, 1935 mit seiner Familie aus Deutschland zu fliehen. 
Er kam nach England und erhielt eine Stellung bei der Marconi Wireless Telegraph Company. 1941 war er kurzzeitig als Enemy Alien interniert. Von 1941 bis 1943 unterrichtete er am University College, Southampton (ab 1952 University of Southampton), und wechselte dann zum Cavendish-Laboratorium an der University of Cambridge. 1947 gründete er am University College von Southampton eine der weltweit ersten Elektronik-Abteilungen, und 1949 wurde dort ein Lehrstuhl für ihn geschaffen. Die Abteilung befindet sich heute im nach ihm benannten Zepler Building. Er trug dazu bei, die Elektronik als eigenständigen Zweig der Ingenieurwissenschaften zu etablieren. Nach seiner ersten Pensionierung 1963 begann er, Probleme des Hörens zu erforschen, und konnte zum Verständnis der Reaktion des Gehöres auf Impulse beitragen. 1977 wurde ihm ein Ehrengrad als Doktor der Wissenschaften verliehen.

## Beiträge zum Problemschach
Als ein bedeutender Vertreter der Neudeutschen Schule des Schachproblems schuf Zepler hauptsächlich Drei- und Mehrzüger sowie einige Endspielstudien. 1957 wurde er Internationaler Schiedsrichter für Schachkompositionen und 1973 Internationaler Meister für Schachkomposition. Nach ihm ist die Kombination Zepler-Turton benannt (siehe Henry Turton#Das Turton-Thema).
Zusammen mit dem Deutschen Ado Kraemer komponierte Zepler über Jahrzehnte hinweg Schachprobleme und veröffentlichte Bücher. Die „enge persönliche Verbundenheit“ blieb während der Zeit des Nationalsozialismus trotz Zeplers Emigration und Kraemers Mitgliedschaften in SA, NSDAP und SS bestehen. 1952 wurden beide gemeinsam Ehrenmitglieder der Problemschachvereinigung Die Schwalbe. Wolfgang Dittmann schrieb zu der Doppelehrung später, sie galten „gemeinhin als die beiden größten damals lebenden Komponisten der Neudeutschen Schule [… und] leidenschaftliche Verfechter der Auffassung vom Kunstcharakter des Schachproblems“.

## Lösung
|   | a | b | c | d | e | f | g | h |   |
| 8 |   |   |   |   |   |   |   |   | 8 |
| 7 |   |   |   |   |   |   |   |   | 7 |
| 6 |   |   |   |   |   |   |   |   | 6 |
| 5 |   |   |   |   |   |   |   |   | 5 |
| 4 |   |   |   |   |   |   |   |   | 4 |
| 3 |   |   |   |   |   |   |   |   | 3 |
| 2 |   |   |   |   |   |   |   |   | 2 |
| 1 |   |   |   |   |   |   |   |   | 1 |
|   | a | b | c | d | e | f | g | h |   |

h

Lösung: Das Probespiel 1. Kg6? scheitert an 1. … Lxf4, weil nun 2. Sd6 patt setzt. Daher der Sperrzug 1. Ke4!. Nun wird der Läufer durch Zugzwang von d6 weggelenkt: 1. … L beliebig 2. Sd6. Oder 1. … Kb3 2. De2, 1. … Kb5 2. Dxd7+.
| Personendaten    | Personendaten                                   |
| ---------------- | ----------------------------------------------- |
| NAME             | Zepler, Erich                                   |
| ALTERNATIVNAMEN  | Zepler, Erich Ernst; Zepler, Eric Ernest        |
| KURZBESCHREIBUNG | deutsch-englischer Physiker und Schachkomponist |
| GEBURTSDATUM     | 27. Januar 1898                                 |
| GEBURTSORT       | Herford                                         |
| STERBEDATUM      | 13. Mai 1980                                    |
| STERBEORT        | Southampton                                     |